# Richard Butler
Richard Girnt Butler, född 23 februari 1918 i Denver, Colorado, död 8 september 2004 i Hayden, Idaho, var en amerikansk flygingenjör och ledare inom amerikansk vit nationalism. Han var grundare av Aryan Nations (1973) och den identitetskristna rörelsen på 1970-talet.
Brüders Schweigen uppstod ur det som tidigare varit Butlers livvakt vid mitten av 1980-talet.